# 万福寺 (墨田区)

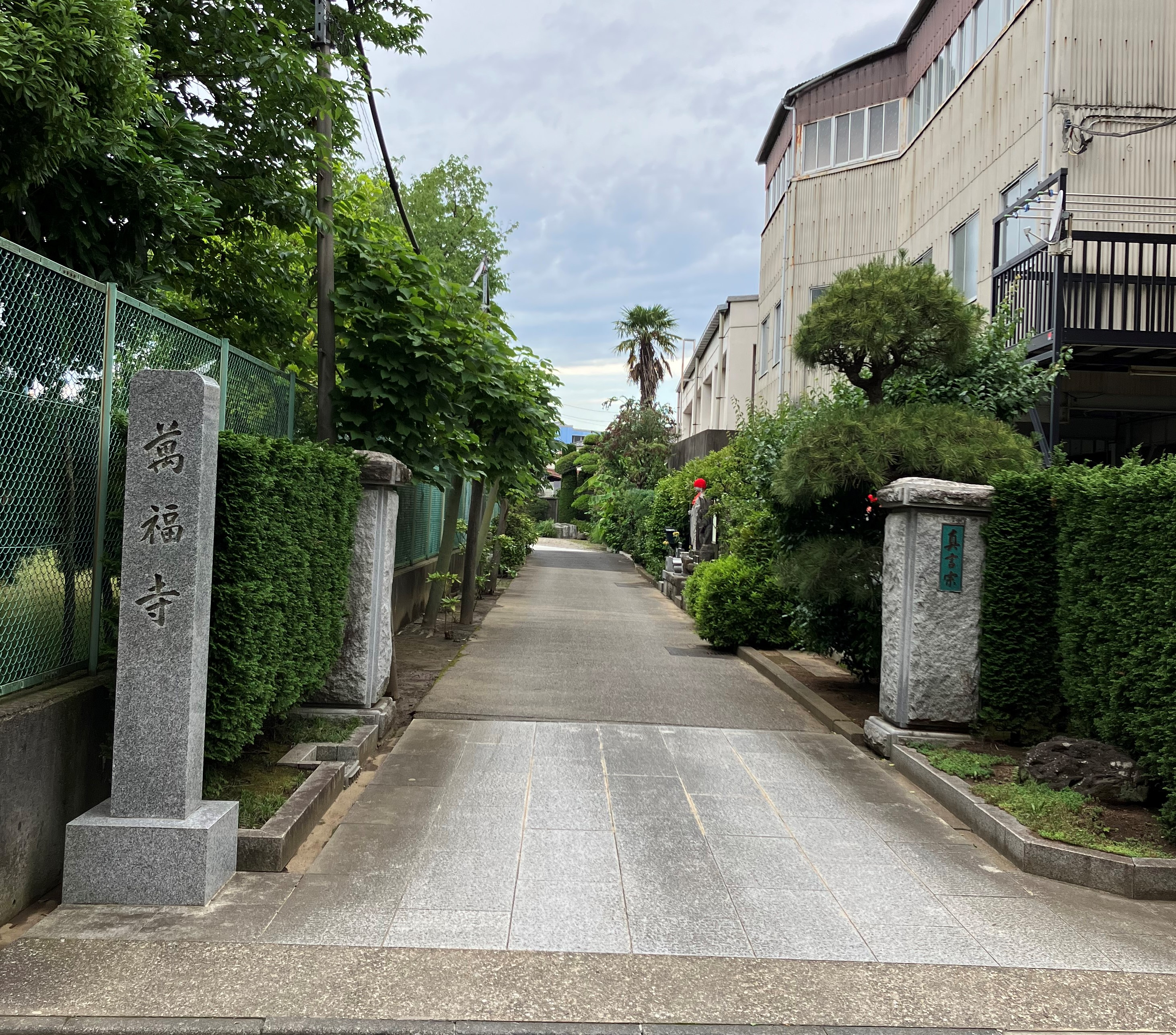
山門

万福寺（まんぷくじ）は、東京都墨田区にある真言宗豊山派の寺院。

## 概要
1527年（大永7年）に開山された。元々は別の場所（現在地よりも東）にあったが、大正期の荒川放水路の開削により、現在地に移転した。
本堂前には石造の子安・子育観音が安置されている。

## 交通アクセス
- 八広駅より徒歩13分。